# 本奇 (华盛顿州)

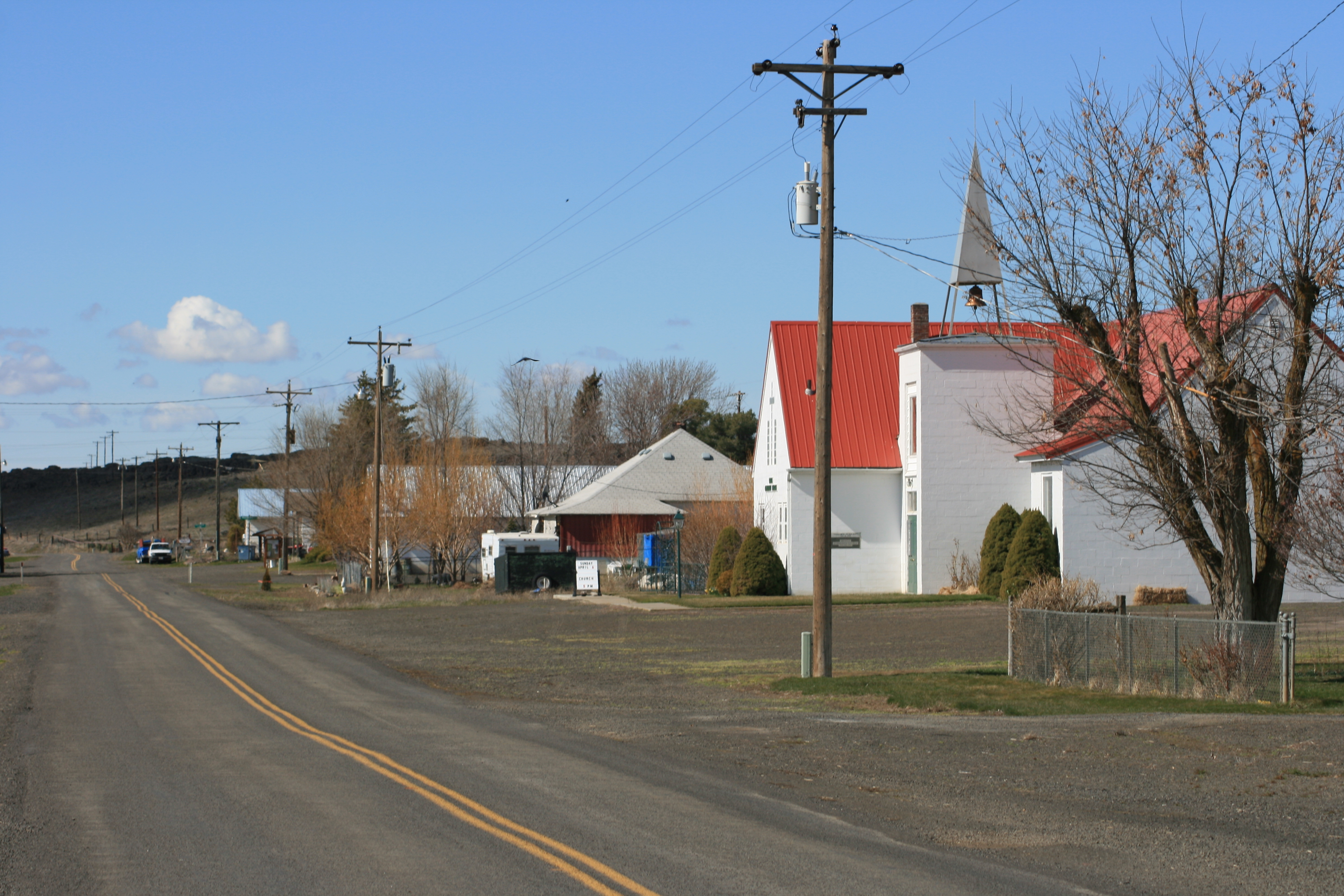
本奇主大街

本奇（Benge），美国华盛顿州亚当斯县的一个无建制社区。由于美国人口普查不直接记录此地的人口，所以该地准确的人口无法获得。当地邮编是99105。邮编99105所在的地区总人口57人（2010年）。该地得名于弗兰克·本奇（Frank H. Benge），他于1904年作为亚当斯县代表当选州议会议员。